# Station Leasowe
Leasowe is een spoorwegstation van National Rail in Leasowe, Wirral in Engeland. Het station is eigendom van Network Rail en wordt beheerd door Merseyrail. 